# Open Sud de France
L'Open Sud de France (conosciuto prima come Grand Prix de Tennis de Lyon) è un torneo di tennis maschile, facente parte dell'ATP Tour. È stato votato dai tennisti come miglior torneo di categoria nel 1999. Si è disputato al Palais des Sports de Gerland di Lione dal 1987 al 2009 e dal 2010 si gioca all'Arena Montpellier di Montpellier sempre su campi indoor in cemento.

## Albo d'oro

### Singolare
| Località    | Anno | Vincitore             | Finalista             | Punteggio           |               |
| Montpellier |      |                       |                       |                     |               |
| ----------- | ---- | --------------------- | --------------------- | ------------------- | ------------- |
| Montpellier | 2025 | Félix Auger-Aliassime | Aleksandar Kovacevic  | 6–2, 6(7)–7, 7–6(2) |               |
| Montpellier | 2024 | Aleksandr Bublik (2)  | Borna Ćorić           | 5–7, 6–2, 6–3       |               |
| Montpellier | 2023 | Jannik Sinner         | Maxime Cressy         | 7–6(3), 6–3         |               |
| Montpellier | 2022 | Aleksandr Bublik (1)  | Alexander Zverev      | 6–4, 6–3            |               |
| Montpellier | 2021 | David Goffin          | Roberto Bautista Agut | 5–7, 6–4, 6–2       |               |
| Montpellier | 2020 | Gaël Monfils (3)      | Vasek Pospisil        | 7–5, 6–3            |               |
| Montpellier | 2019 | Jo-Wilfried Tsonga    | Pierre-Hugues Herbert | 6–4, 6–2            |               |
| Montpellier | 2018 | Lucas Pouille         | Richard Gasquet       | 7–6(2), 6–4         |               |
| Montpellier | 2017 | Alexander Zverev      | Richard Gasquet       | 7–6(4), 6–3         |               |
| Montpellier | 2016 | Richard Gasquet (4)   | Paul-Henri Mathieu    | 7–5, 6–4            |               |
| Montpellier | 2015 | Richard Gasquet (3)   | Jerzy Janowicz        | 3–0 rit.            |               |
| Montpellier | 2014 | Gaël Monfils (2)      | Richard Gasquet       | 6–4, 6–4            |               |
| Montpellier | 2013 | Richard Gasquet (2)   | Benoît Paire          | 6–2, 6–3            |               |
| Montpellier | 2012 | Tomáš Berdych         | Gaël Monfils          | 6–2, 4–6, 6–3       |               |
| Montpellier | 2011 | Non disputato         | Non disputato         | Non disputato       | Non disputato |
| Montpellier | 2010 | Gaël Monfils (1)      | Ivan Ljubičić         | 6–2, 5–7, 6–1       |               |
| Lione       | 2009 | Ivan Ljubičić (2)     | Michaël Llodra        | 7–5, 6–3            |               |
| Lione       | 2008 | Robin Söderling (2)   | Julien Benneteau      | 6–3, 6(5)–7, 6–1    |               |
| Lione       | 2007 | Sébastien Grosjean    | Marc Gicquel          | 7–6(5), 6–4         |               |
| Lione       | 2006 | Richard Gasquet (1)   | Marc Gicquel          | 6–3, 6–1            |               |
| Lione       | 2005 | Andy Roddick          | Gaël Monfils          | 6–3, 6–2            |               |
| Lione       | 2004 | Robin Söderling (1)   | Xavier Malisse        | 6–2, 3–6, 6–4       |               |
| Lione       | 2003 | Rainer Schüttler      | Arnaud Clément        | 7–5, 6–3            |               |
| Lione       | 2002 | Paul-Henri Mathieu    | Gustavo Kuerten       | 4–6, 6–3, 6–1       |               |
| Lione       | 2001 | Ivan Ljubičić (1)     | Younes El Aynaoui     | 6–3, 6–2            |               |
| Lione       | 2000 | Arnaud Clément        | Patrick Rafter        | 7–6(2), 7–6(5)      |               |
| Lione       | 1999 | Nicolás Lapentti      | Lleyton Hewitt        | 6–3, 6–2            |               |
| Lione       | 1998 | Àlex Corretja         | Tommy Haas            | 2–6, 7–6(6), 6–1    |               |
| Lione       | 1997 | Fabrice Santoro       | Tommy Haas            | 6–4, 6–4            |               |
| Lione       | 1996 | Evgenij Kafel'nikov   | Arnaud Boetsch        | 7–5, 6–3            |               |
| Lione       | 1995 | Wayne Ferreira        | Pete Sampras          | 7–6(2), 5–7, 6–3    |               |
| Lione       | 1994 | Marc Rosset (2)       | Jim Courier           | 6–4, 7–6(2)         |               |
| Lione       | 1993 | Pete Sampras (3)      | Cédric Pioline        | 7–6(5), 1–6, 7–5    |               |
| Lione       | 1992 | Pete Sampras (2)      | Cédric Pioline        | 6–4, 6–2            |               |
| Lione       | 1991 | Pete Sampras (1)      | Olivier Delaître      | 6–1, 6–1            |               |
| Lione       | 1990 | Marc Rosset (1)       | Mats Wilander         | 6–3, 6–2            |               |
| Lione       | 1989 | John McEnroe          | Jakob Hlasek          | 6–3, 7–6            |               |
| Lione       | 1988 | Yahiya Doumbia        | Todd Nelson           | 6–4, 3–6, 6–3       |               |
| Lione       | 1987 | Yannick Noah          | Joakim Nyström        | 6–4, 7–5            |               |

### Doppio
| Località    | Anno | Vincitore                                    | Finalista                                | Punteggio            |               |
| Montpellier |      |                                              |                                          |                      |               |
| ----------- | ---- | -------------------------------------------- | ---------------------------------------- | -------------------- | ------------- |
| Montpellier | 2025 | Robin Haase (2) Botic van de Zandschulp      | Tallon Griekspoor Bart Stevens           | 6(7)–7, 6–3, [10–5]  |               |
| Montpellier | 2024 | Sadio Doumbia Fabien Reboul                  | Albano Olivetti Tristan-Samuel Weissborn | 6(5)–7, 6–4, [10–6]  |               |
| Montpellier | 2023 | Robin Haase (1) Matwé Middelkoop             | Maxime Cressy Albano Olivetti            | 7–6(4), 4–6, [10–6]  |               |
| Montpellier | 2022 | Pierre-Hugues Herbert Nicolas Mahut (3)      | Lloyd Glasspool Harri Heliövaara         | 4–6, 7–6(3), [12–10] |               |
| Montpellier | 2021 | Henri Kontinen Édouard Roger-Vasselin (3)    | Jonathan Erlich Andrėj Vasileŭski        | 6–2, 7–5             |               |
| Montpellier | 2020 | Nikola Ćaćić Mate Pavić (2)                  | Dominic Inglot Aisam-ul-Haq Qureshi      | 6–4, 6(4)–7, [10–4]  |               |
| Montpellier | 2019 | Ivan Dodig Édouard Roger-Vasselin (2)        | Benjamin Bonzi Antoine Hoang             | 6–4, 6–3             |               |
| Montpellier | 2018 | Ken Skupski Neal Skupski                     | Ben McLachlan Hugo Nys                   | 7–6(2), 6–4          |               |
| Montpellier | 2017 | Alexander Zverev Miša Zverev                 | Fabrice Martin Daniel Nestor             | 6–4, 6(3)–7, [10–7]  |               |
| Montpellier | 2016 | Mate Pavić (1) Michael Venus                 | Alexander Zverev Miša Zverev             | 7–5, 7–6(4)          |               |
| Montpellier | 2015 | Marcus Daniell Artem Sitak                   | Dominic Inglot Florin Mergea             | 3–6, 6–4, [16–14]    |               |
| Montpellier | 2014 | Nikolaj Davydenko Denis Istomin              | Marc Gicquel Nicolas Mahut               | 6–4, 1–6, [10–7]     |               |
| Montpellier | 2013 | Marc Gicquel Michaël Llodra (3)              | Johan Brunström Raven Klaasen            | 6–3, 3–6, [11–9]     |               |
| Montpellier | 2012 | Nicolas Mahut (2) Édouard Roger-Vasselin (1) | Paul Hanley Jamie Murray                 | 6–4, 7–6(4)          |               |
| Montpellier | 2011 | Non disputato                                | Non disputato                            | Non disputato        | Non disputato |
| Montpellier | 2010 | Stephen Huss Ross Hutchins                   | Marc López Eduardo Schwank               | 6–2, 4–6, [10–7]     |               |
| Lione       | 2009 | Julien Benneteau (2) Nicolas Mahut (1)       | Arnaud Clément Sébastien Grosjean        | 6–4, 7–6(6)          |               |
| Lione       | 2008 | Michaël Llodra (2) Andy Ram (3)              | Stephen Huss Ross Hutchins               | 6–3, 5–7, [10–8]     |               |
| Lione       | 2007 | Sébastien Grosjean Jo-Wilfried Tsonga        | Łukasz Kubot Lovro Zovko                 | 6–4, 6–3             |               |
| Lione       | 2006 | Julien Benneteau (1) Arnaud Clément          | František Čermák Jaroslav Levinský       | 6–2, 6(3)–7, [10–7]  |               |
| Lione       | 2005 | Michaël Llodra (1) Fabrice Santoro (2)       | Jeff Coetzee Rogier Wassen               | 6–3, 6–1             |               |
| Lione       | 2004 | Jonathan Erlich (2) Andy Ram (2)             | Jonas Björkman Radek Štěpánek            | 7–6(2), 6–2          |               |
| Lione       | 2003 | Jonathan Erlich (1) Andy Ram (1)             | Julien Benneteau Nicolas Mahut           | 6–1, 6–3             |               |
| Lione       | 2002 | Wayne Black Kevin Ullyett (2)                | Mark Knowles Daniel Nestor               | 6–4, 3–6, 7–6(3)     |               |
| Lione       | 2001 | Daniel Nestor Nenad Zimonjić                 | Arnaud Clément Sébastien Grosjean        | 6–1, 6–2             |               |
| Lione       | 2000 | Paul Haarhuis Sandon Stolle                  | Ivan Ljubičić Jack Waite                 | 6–1, 6(2)–7, 7–6(7)  |               |
| Lione       | 1999 | Piet Norval Kevin Ullyett (1)                | Wayne Ferreira Sandon Stolle             | 4–6, 7–6(5), 7–6(4)  |               |
| Lione       | 1998 | Olivier Delaître Fabrice Santoro (1)         | Tomás Carbonell Francisco Roig           | 6–2, 6–2             |               |
| Lione       | 1997 | Ellis Ferreira Patrick Galbraith (3)         | Olivier Delaître Fabrice Santoro         | 3–6, 6–2, 6–4        |               |
| Lione       | 1996 | Jim Grabb Patrick Galbraith (2)              | Neil Broad Piet Norval                   | 6–2, 6–1             |               |
| Lione       | 1995 | Jakob Hlasek (3) Evgenij Kafel'nikov (2)     | John-Laffnie de Jager Wayne Ferreira     | 6–3, 6–3             |               |
| Lione       | 1994 | Jakob Hlasek (2) Evgenij Kafel'nikov (1)     | Martin Damm Patrick Rafter               | 6–7, 7–6, 7–6        |               |
| Lione       | 1993 | Gary Muller Danie Visser                     | John-Laffnie de Jager Stefan Kruger      | 6–3, 7–6             |               |
| Lione       | 1992 | Jakob Hlasek (1) Marc Rosset                 | Neil Broad Stefan Kruger                 | 6–1, 6–3             |               |
| Lione       | 1991 | Tom Nijssen Cyril Suk                        | Steve DeVries David Macpherson           | 7–6, 6–3             |               |
| Lione       | 1990 | Patrick Galbraith (1) Kelly Jones            | Jim Grabb David Pate                     | 7–6, 6–4             |               |
| Lione       | 1989 | Eric Jelen Michael Mortensen                 | Jakob Hlasek John McEnroe                | 6–2, 3–6, 6–3        |               |
| Lione       | 1988 | Brad Drewett Broderick Dyke                  | Michael Mortensen Blaine Willenbourg     | 3–6, 6–3, 6–4        |               |
| Lione       | 1987 | Guy Forget Yannick Noah                      | Kelly Jones David Pate                   | 4–6, 6–3, 6–4        |               |